# Vinaceite

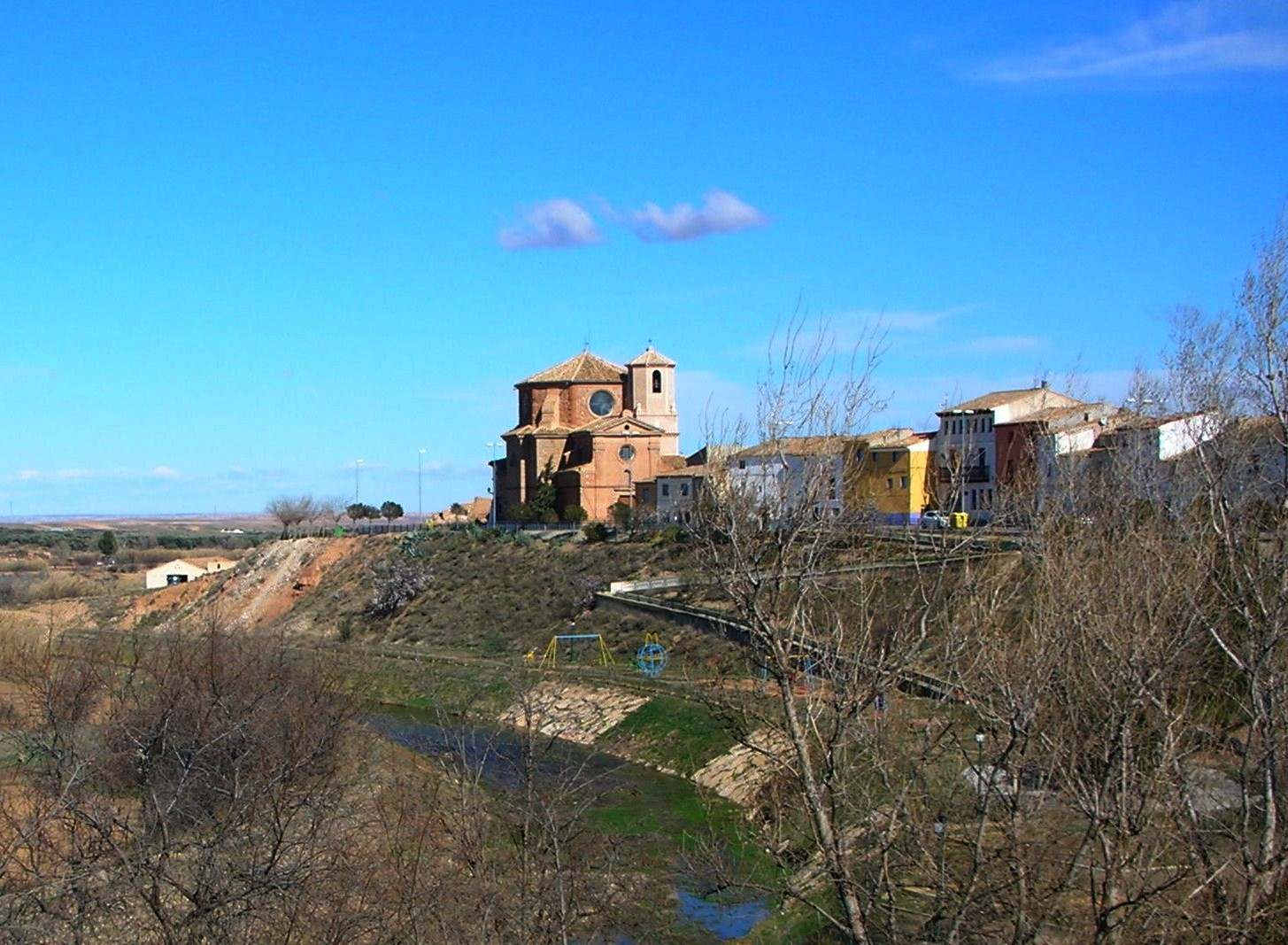

Vinaceite is een gemeente in de Spaanse provincie Teruel in de regio Aragón met een oppervlakte van 50,08 km². Vinaceite telt 262 inwoners (1 januari 2016).
Albalate del Arzobispo · Azaila · Castelnou · Híjar · Jatiel · La Puebla de Híjar · Samper de Calanda · Urrea de Gaén · Vinaceite